# مارغريت بيرت
مارغريت بيرت (بالإنجليزية: Margaret Bert)‏ (4 يونيو 1896 - 1 مايو 1971) ممثلة سينمائية أمريكية .
كانت حياة مارغريت بيرت المهنيه في ذروتها في حقده ال1930 إلى ال1950.

## روابط خارجية
- مارغريت بيرت على موقع IMDb (الإنجليزية)
- مارغريت بيرت على موقع أول موفي (الإنجليزية)
- مارغريت بيرت على موقع قاعدة بيانات الأفلام السويدية (السويدية)
- مارغريت بيرت على موقع قاعدة بيانات الفيلم (الإنجليزية)
- مارغريت بيرت على موقع كينوبويسك (الروسية)